# Таула

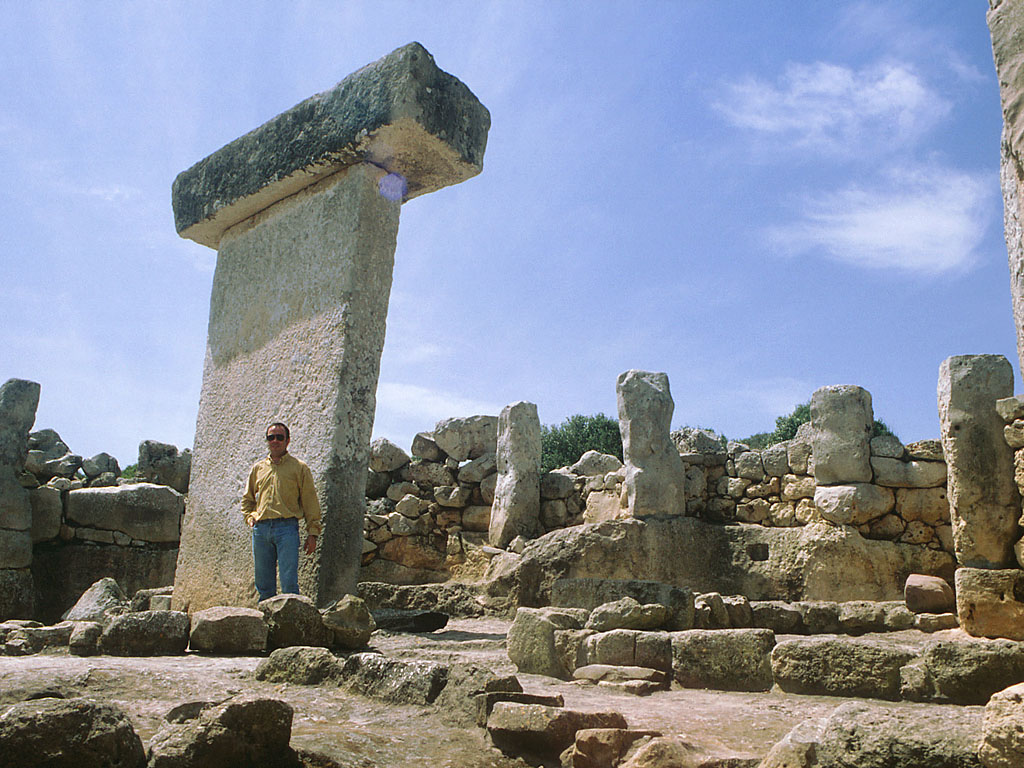
Таула, Торральба д’эн Салорд, Менорка

Таула, кат. taula, букв. «стол» — тип T-образного мегалита, характерного для о. Менорка в составе Балеарских островов. Таулы могут достигать по высоте 3,7 метров и состоять из вертикального столба (монолита или нескольких небольших камней, расположенных друг на друге) с горизонтальным камнем, расположенным сверху. U-образная стена обычно примыкает к сооружению.
Таулы — памятники культуры талайотов, существовавшей в период 1000—300 гг. до н. э.
Наиболее известные таулы: Торре-Тренкада, Талати-де-Дальт, Торреллисса-Ноу, Трепуко и Торральба д'эн Салорд.